# Hamburški metro
Hamburški metro (na njemačkom jeziku: „Hamburg U-Bahn“) sustav je brzog javnog prijevoza u njemačkom gradu Hamburgu. Osim Hamburga, tračnice se protežu i do susjednih gradova Norderstedta, Arhensburga i Großhansdorfa.  Dnevno prevozi oko 570.000 putnika.

## Povijest
Godine 1906. Hamburški je gradski senat s berlinskim tvrtkama Siemens & Halske i AEG sklopio ugovor o izgradnji podzemno-nadzemne željeznice. Prvi dio dovršen je već 7. listopada iste godine. Godine 1911. osnovano je i društvo za upravljanje, naziva Hamburger Hochbahn Aktiengesellshaft, skraćeno HHA. Dana 15. veljače 1912. godine otvoren je Hamburški metro, na dionici između postaja Rathaus i Barmbek. Hamburg tako nakon Berlina (1902.) i Schöneberga (1910.) postaje treći njemački grad sa sustavom podzemne (i nadzemne) gradske željeznice. Do 1915. godine bio je dovršen glavni kružni prsten te tri odvojka, na relacijama: Kellinghusenstraße – Ohlsdorf,  Schlump – Hellkamp (danas: zatvorena postaja izemeđu lokacija Oster  – Lutterothstraße) te s glavnog željezničkog kolodvora prema Rothenburgsortu. Godine 1934. u promet su pušteni izgrađeni produžeci već postojećih linija.
Tijekom Drugog svjetskog rata, godine 1943. Hamburg je u operaciji Gomorha bio teško oštećen u bombardiranju od strane britanskog RAF-a, a podzemna željeznica također je pretrpjela oštećenja. Dio između glavnog željezničkog kolodvora i Rothenburgsorta nije obnovljen, jer je četvrt kroz koju on prolazi bila potpuno srušena. Obnova je uslijedila tek pet godina kasnije.
Daljnja i znatna proširenja postojeće mreže bila su napravljena 60-ih godina 20. stoljeća. Ukupna tadašnja dužina tračnica iznosila je 67.9 km, te se i dalje razvijala i dosegla 88.5 km. Tijekom 1970-ih godina prvi put predstavljeni su planovi o izgradnji nove, četvrte linije podzemne željeznice. 1980-ih i 1990-ih grade se dodatna proširenja, koja se nastavljaju i u novom mileniju. Godine 2005. hamburški metro doseže respektabilnu ukupnu duljinu tračnica od 100.7 km. 

## Osnovne informacije
Sustav hamburškog metroa danas ima 3 linije, od kojih je svaka označena drugačijom bojom. Linija 1 označena je plavom bojom, Linija 2 crvenom, a Linija 3 žutom bojom. Najdulja je Plava linija, koja se u sjeverositočnom dijelu grada račva u dva kraka. Crvena linija je kraća, dok je Žuta najkraća, prolazi samo kroz centar grada te ima kružni oblik i jedan manji odvojak. Ukupno ima 89 postaja te 100.7 km tračnica. Oko 40 km tračnica prolazi pod zemljom a ostatak je izgrađen nad zemljom. Sustav metroa dobro je povezan i sa S-Bahn infrastrukturom, koju čini mreže prigradskih vlakova, a oni kroz centar grada također prolaze pod zemljom. 
Funkcioniranjem metroa upravlja tvrtka Hamburger Hochbahn, iako je dio između postaja Garstedt i Norderstedt Mitte u vlasništvu tvrtke Verkehrsgesellschaft Norderstedt. Vlakovi voze u taktu između 5 i 10 minuta, osim sjevernoistočne grane Plave linije, koja vozi u taktu od 10 do 20 minuta. Godine 2004. izmijenjen je raspored vožnje te vlakovi petkom i subotom voze i noću, u taktu od 20 minuta. Najveća brzina kojom vlakovi voze iznosi 80 km/h.

## Budućnost
Iako su planovi za izgradnju četvrte linije nastali još 70-ih godina prošlog stoljeća, te su se i poprilično izmjenjivali, projekat još nije realiziran. Prema aktualnim planovima, iz 2008. godine, Linija 4 povezala bi Hafen city sa središtem grada. Otvaranje linije planira se krajem 2012. godine. Iako su postojale rasprave o tome koliko bi nova linija uistinu koristila gradu s obzirom na cijenu, poglavarstvo Hamburga ipak je odlučilo da započne s radovima.